# آنا كورنيكوفا
آنا سيرغيفنا كورنيكوفا إغليسياس (الروسية: А́нна Серге́евна Ку́рникова)(وُلدت في 7 يونيو 1981)، هي عارضة أزياء روسية، وشخصية تلفزيونية، ولاعبة تنس محترفة سابقة. اكتسبت شهرة عالمية بفضل مظهرها وأدائها الرياضي، ما جعلها واحدة من أشهر نجمات التنس في العالم. خلال ذروة شهرتها، كان اسمها من بين الأكثر بحثًا على جوجل من قِبَل المعجبين الباحثين عن صورها.
رغم عدم فوزها بأي لقب فردي، وصلت كورنيكوفا إلى المركز الثامن عالميًا في عام 2000. إلا أن نجاحها الأكبر كان في منافسات الزوجي، حيث احتلت أحيانًا المركز الأول عالميًا. فازت بلقبين في بطولة أستراليا المفتوحة عامي 1999 و2002 برفقة مارتينا هينغيس، إلى جانب بطولات رابطة لاعبات التنس المحترفات في 1999 و2000. وقد أطلقتا على نفسيهما لقب "سبايس جيرلز التنس".
أنهت كورنيكوفا مسيرتها الاحترافية عام 2003 بسبب مشاكل صحية خطيرة في الظهر والعمود الفقري، حيث عانت من انزلاق غضروفي. تعيش حاليًا في ميامي بيتش، فلوريدا، وواصلت الظهور في بعض المباريات الاستعراضية، كما شاركت في منافسات الزوجي مع فريق سانت لويس آيسز في دوري التنس العالمي للفرق حتى حلّ الفريق عام 2011.
خاضت تجربة التلفزيون كمدربة في الموسم الثاني عشر من برنامج "ذا بيغست لوزر"، حيث حلت محل جيليان مايكلز، لكنها لم تعد للموسم التالي. إلى جانب مسيرتها الرياضية والإعلامية، تعمل كورنيكوفا سفيرة عالمية لبرنامج "فايف آند ألايف" التابع لمنظمة الخدمات السكانية الدولية، والذي يهدف إلى معالجة الأزمات الصحية للأطفال دون سن الخامسة وعائلاتهم.

## الحياة المبكرة
وُلدت آنا كورنيكوفا في موسكو، روسيا، في 7 يونيو 1981. نشأت في عائلة رياضية؛ فوالدها سيرجي كورنيكوف (المولود عام 1961)، كان بطلًا سابقًا في المصارعة الرومانية الإغريقية، وحصل لاحقًا على درجة الدكتوراه ليصبح أستاذًا في جامعة الثقافة البدنية والرياضة في موسكو، حيث عمل أيضًا مدربًا للفنون القتالية بدوام جزئي حتى عام 2001. أما والدتها، آلا (المولودة عام 1963)، فكانت عدّاءة متخصصة في سباقات 400 متر. كما أن شقيقها الأصغر غير الشقيق، آلان [الإنجليزية]، احترف رياضة الغولف وأصبح بطلًا عالميًا للشباب، وظهر في الفيلم الوثائقي اللعبة القصيرة عام 2013.
تحدث والدها عن نشأتها قائلًا: "كنا شبابًا نؤمن بأسلوب حياة صحي ونشط، لذا كانت آنا في بيئة مثالية لممارسة الرياضة منذ البداية."
تلقت كورنيكوفا أول مضرب تنس لها كهدية بمناسبة رأس السنة الجديدة عام 1986، عندما كانت في الخامسة من عمرها. وعن بداياتها في التنس، قالت: "بدأت اللعب مرتين أسبوعيًا منذ سن السادسة في برنامج للأطفال كان مجرد نشاط ترفيهي. لم يكن والداي يتوقعان أن أصبح لاعبة محترفة، بل أرادا فقط أن أمارس نشاطًا رياضيًا لأنني كنت مليئة بالطاقة. وعندما أظهرت أداءً جيدًا في سن السابعة، التحقت بأكاديمية احترافية. كنت أذهب إلى المدرسة صباحًا، ثم يأخذني والداي إلى النادي، حيث كنت أقضي بقية اليوم مستمتعة مع الأطفال."
في عام 1986، انضمت كورنيكوفا إلى نادي سبارتاك للتنس في موسكو، حيث تلقت تدريبها على يد المدربة المخضرمة لاريسا بريوبراجينسكايا. وبعد ثلاث سنوات، في عام 1989، بدأت المشاركة في بطولات الناشئين، وسرعان ما لفتت انتباه كشافي التنس حول العالم. في سن العاشرة، وقّعت عقد إدارة وانتقلت إلى برادينتون، فلوريدا، حيث تدربت في أكاديمية نيك بوليتيري الشهيرة، التي خرّجت العديد من نجوم التنس العالميين.

## المسيرة الرياضية

### 1989–1997: السنوات الأولى والانطلاقة
برزت آنا كورنيكوفا في عالم التنس بعد وصولها إلى الولايات المتحدة، حيث حققت إنجازات مميزة في سن مبكرة. ففي سن الرابعة عشر، فازت ببطولة أوروبا وبطولة إيطاليا المفتوحة للناشئين. وفي ديسمبر 1995، أصبحت أصغر لاعبة تفوز بفئة تحت 18 عامًا في بطولة جونيور أورانج بول للتنس. بحلول نهاية العام، توجت بلقب بطلة العالم للناشئين تحت 18 عامًا من الاتحاد الدولي للتنس، كما أُعلنت بطلة أوروبا للناشئين تحت 18 عامًا.
وفي سبتمبر 1995، ظهرت كورنيكوفا لأول مرة في جولة رابطة التنس للمحترفات، عندما حصلت على بطاقة دعوة للمشاركة في التصفيات ببطولة موسكو للسيدات المفتوحة. تأهلت إلى الدور الثاني من الجدول الرئيسي، لكنها خسرت أمام المصنفة الثالثة سابين أبلمانز. كما حققت أول ظهور لها في نهائي الزوجي، حيث شاركت مع ألكسندرا أولزا، بطلة ويمبلدون للناشئات في الفردي والزوجي لعام 1995، لكنها خسرت في النهائي أمام ميريديث ماكغراث ولاريسا سافتشينكو-نيلاند.
في فبراير ومارس 1996، فازت كورنيكوفا بلقبين من الاتحاد الدولي للتنس في ميدلاند، ميشيغان وروكفورد، إلينوي. وفي أبريل 1996، ظهرت لأول مرة في كأس الاتحاد في روسيا، لتصبح أصغر لاعبة تشارك وتفوز بمباراة في البطولة.
وفي نفس العام، بدأت كورنيكوفا اللعب تحت إشراف مدربها الجديد، إد ناجل، واستمرت علاقتهما التدريبية الناجحة لمدة ست سنوات. وفي سن الخامسة عشرة، شاركت لأول مرة في بطولات الجراند سلام، حيث وصلت إلى الدور الرابع في بطولة الولايات المتحدة المفتوحة 1996، لكنها خسرت أمام شتيفي غراف، التي أحرزت اللقب. بعد هذه البطولة، ارتفع تصنيف كورنيكوفا من المركز 144 إلى المركز 69، لأول مرة في قائمة أفضل 100 لاعبة. كما كانت جزءًا من الفريق الروسي في دورة الألعاب الأولمبية 1996 في أتلانتا، جورجيا. وفي نفس العام، تم تسميتها "الوافدة الجديدة للعام" من قبل رابطة التنس للمحترفات، وأنهت الموسم في المركز 57.
دخلت كورنيكوفا بطولة أستراليا المفتوحة 1997 وهي مصنفة في المركز 67 عالميًا، لكنها خسرت في الدور الأول أمام أماندا كوتزر، المصنفة 12 عالميًا. وفي بطولة إيطاليا المفتوحة، خسرت أيضًا أمام كوتزر في الدور الثاني، بينما وصلت في الزوجي إلى نصف النهائي برفقة إيلينا ليخوفتسيفا، قبل أن تخسر أمام ماري جو فيرنانديز وباتريشيا تارابيني.
في بطولة فرنسا المفتوحة، وصلت إلى الدور الثالث قبل أن تخسر أمام مارتينا هينغيس، المصنفة الأولى عالميًا. كما وصلت إلى الدور الثالث في الزوجي مع ليخوفتسيفا. وفي بطولة ويمبلدون، أصبحت كورنيكوفا ثاني امرأة فقط في العصر المفتوح تصل إلى نصف النهائي في ظهورها الأول، بعد كريس إيفرت في عام 1972. إلا أنها خسرت في نصف النهائي أمام مارتينا هينغيس، التي أحرزت اللقب.
في بطولة الولايات المتحدة المفتوحة، خسرت كورنيكوفا في الدور الثاني أمام إيرينا سبيرليا، المصنفة الحادية عشرة. وفي مسابقة الزوجي، وصلت مع ليخوفتسيفا إلى الدور الثالث. في آخر بطولة لها في جولة رابطة التنس للمحترفات لعام 1997، في بطولة بورشه للتنس الكبرى في فيلدرشتات، خسرت أمام أماندا كوتزر في الدور الثاني من الفردي، وفي الدور الأول من الزوجي أمام ليندسي دافنبورت وجانا نوفوتنا بالشراكة مع ليخوفتسيفا. وفي 19 مايو 1997، دخلت قائمة أفضل 50 لاعبة، وأنهت الموسم في المركز 32 في الفردي و41 في الزوجي.

### 1998–2000: النجاح والشهرة
في عام 1998، تمكّنت آنا كورنيكوفا من دخول قائمة أفضل 20 لاعبة تنس في تصنيف رابطة محترفات التنس لأول مرة، حيث احتلّت المرتبة السادسة عشرة عالميًا. وفي بطولة أستراليا المفتوحة، خرجت من الدور الثالث بعد خسارتها أمام المصنفة الأولى عالميًا مارتينا هينغيس. كما شاركت في منافسات زوجي السيدات إلى جانب اللاعبة لاريسا سافتشينكو–نايلاند، إلا أن الثنائي خسر في الدور الثاني أمام هينغيس وميريانا لوتشيتش، اللتين فازتا باللقب لاحقًا.

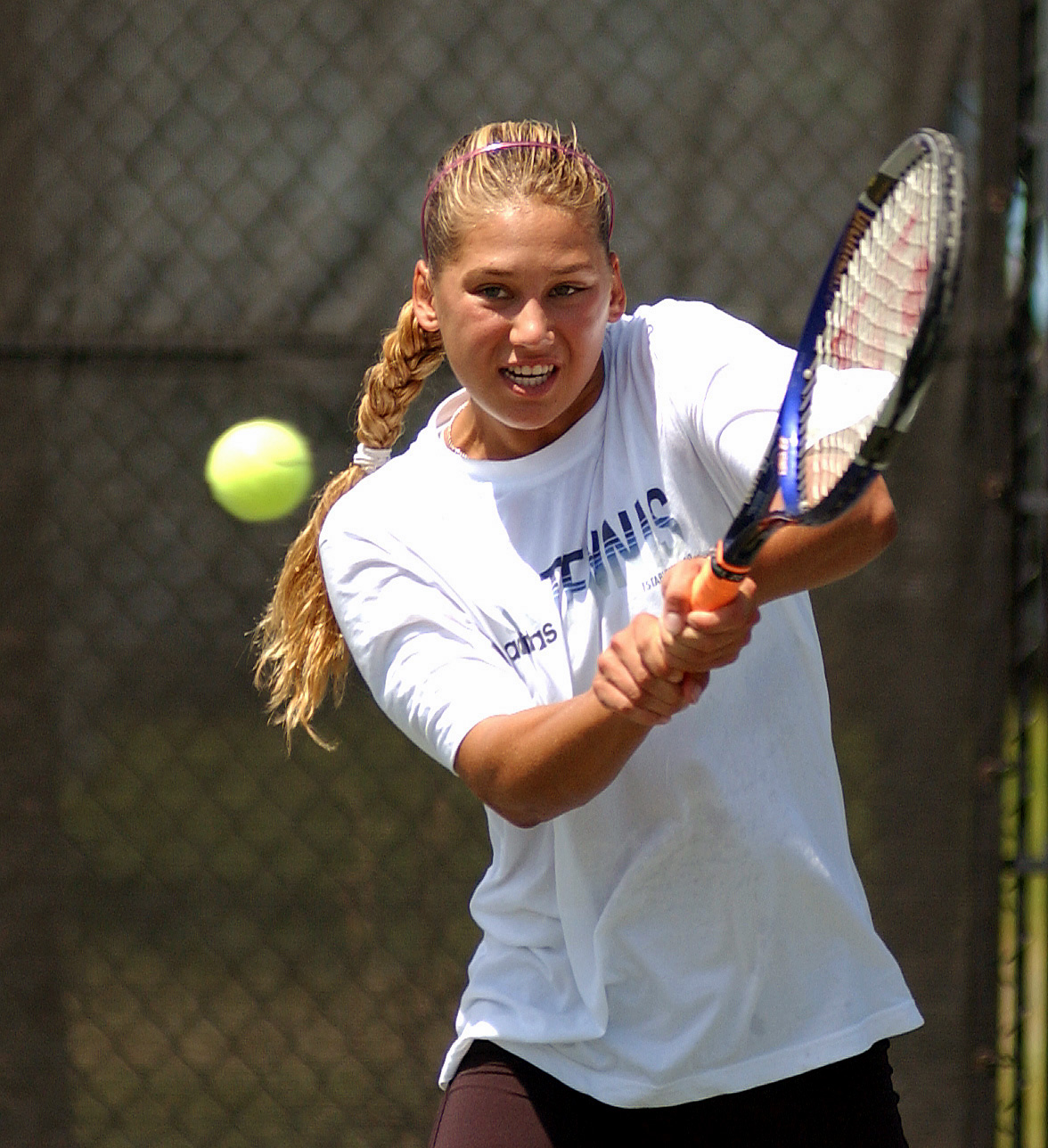
آنا كورنيكوفا في حصة تدريبية استعدادًا لمباراة في بطولة "فاميلي سيركل كاب" بمدينة تشارلستون في ولاية كارولاينا الجنوبية عام 2002.

ورغم خروجها من الدور الثاني في بطولة باريس أمام الألمانية أنكه هوبر في منافسات الفردي، وصلت كورنيكوفا إلى ثاني نهائي لها في منافسات الزوجي ضمن جولة بطولات رابطة المحترفات، بالشراكة مع سافتشينكو–نايلاند، لكنهما خسرتا أمام الثنائي المكوَّن من سابين أبلمانس وميريام أوريمانز. وواصل الثنائي التألق ببلوغه نهائيًا ثانيًا على التوالي في بطولة لينتس، قبل أن يخسر أمام ألكسندرا فوزي ونتالي توزيا. وفي بطولة ميامي، سجّلت كورنيكوفا إنجازًا مهمًا بوصولها إلى أول نهائي لها في منافسات الفردي ضمن بطولات رابطة محترفات التنس، لكنها خسرت في المباراة النهائية أمام فينوس ويليامز.
بلغت آنا كورنيكوفا بعد ذلك ربع النهائي في بطولتين متتاليتين، في أميليا آيلاند وبطولة إيطاليا المفتوحة، حيث خسرت أمام ليندسي دافنبورت ومارتينا هينغيس على التوالي. وفي بطولة ألمانيا المفتوحة، وصلت إلى نصف النهائي في منافسات الفردي والزوجي، بالشراكة مع لاريسا سافتشينكو–نايلاند. وقدّمت في بطولة فرنسا المفتوحة أفضل أداء لها في هذه البطولة، حيث بلغت الدور الرابع قبل أن تخسر أمام يانا نوفوتنا. كما وصلت إلى أول نصف نهائي لها في بطولات الجراند سلام في فئة الزوجي، لكنها خسرت إلى جانب سافتشينكو–نايلاند أمام الثنائي المكوَّن من ليندسي دافنبورت ونتاشا زفيريفا.
خلال مباراة ربع النهائي في بطولة إيستبورن على الملاعب العشبية ضد شتيفي غراف، تعرّضت كورنيكوفا لإصابة في إصبع الإبهام، أجبرتها لاحقًا على الانسحاب من بطولة ويمبلدون لعام 1998. ورغم فوزها في تلك المباراة، إلا أنها اضطرت إلى الانسحاب من مواجهة نصف النهائي ضد أرانتشا سانتشيث فيكاريو.
عادت كورنيكوفا إلى الملاعب في بطولة دو مورييه، وبلغت الدور الثالث قبل أن تخرج على يد كونتشيتا مارتينيث. وفي بطولة الولايات المتحدة المفتوحة، وصلت إلى الدور الرابع، لكنها خسرت أمام سانتشيث فيكاريو. وبفضل أدائها القوي خلال الموسم، تأهلت إلى بطولة رابطة محترفات التنس الختامية لعام 1998، لكنها خسرت في الدور الأول أمام مونيكا سيليش. ومع ذلك، تمكّنت من الفوز بأول لقب لها في الزوجي، وذلك في بطولة طوكيو، بالشراكة مع سيليش، بعد تغلّبهما في النهائي على ماري جو فرنانديز وأرانتشا سانتشيث فيكاريو. وأنهت كورنيكوفا الموسم وهي تحتل المركز العاشر عالميًا في تصنيف الزوجي.
في مطلع موسم 1999، وصلت آنا كورنيكوفا إلى الدور الرابع في منافسات الفردي ببطولة أستراليا المفتوحة، قبل أن تخسر أمام ماري بيرس. أما في منافسات الزوجي، فقد أحرزت أولى بطولاتها الكبرى، حين فازت إلى جانب مارتينا هينغيس على الزوجي المؤلف من ليندسي دافنبورت وناتاشا زفيريفا في المباراة النهائية.
وفي بطولة "فاميلي سيركل كاب" (من فئة تيير 1)، بلغت كورنيكوفا ثاني نهائي لها في بطولات رابطة محترفات التنس، لكنها خسرت أمام هينغيس. بعدها، هزمت كلًا من جينيفر كابرياتي، وليندسي دافنبورت، وباتي شنيدر في طريقها إلى نصف نهائي بطولة "باوش آند لوم"، قبل أن تُقصى على يد روكساندرا دراغومير.

كورنيكوفا (يسار) برفقة شريكتها في منافسات الزوجي مارتينا هينغيس.

وفي بطولة فرنسا المفتوحة (رولان غاروس)، بلغت كورنيكوفا الدور الرابع قبل أن تخسر أمام البطلة المتوجة شتيفي غراف. ومع انطلاق موسم الملاعب العشبية في إنجلترا، خسرت في نصف نهائي بطولة إيستبورن أمام ناتالي توزيا. أما في بطولة ويمبلدون، فخرجت من الدور الرابع على يد فينوس ويليامز. وقد وصلت أيضًا إلى نهائي منافسات الزوجي المختلط، متشاركة مع يوناس بيوركمان، لكنهما خسرا أمام لياندر بايس وليزا رايموند.
ومثل العام السابق، تأهلت كورنيكوفا إلى بطولة ختام الموسم لرابطة محترفات التنس، لكنها خسرت في الدور الأول أمام ماري بيرس، وأنهت الموسم وهي تحتل المرتبة الثانية عشرة عالميًا.
رغم نجاح آنا كورنيكوفا في موسم الفردي، إلا أن نجاحها في منافسات الزوجي كان أكثر بروزًا. فبعد فوزها بلقب الزوجي في بطولة أستراليا المفتوحة إلى جانب مارتينا هينغيس، واصل الثنائي تألقه بإحراز ألقاب بطولات إنديان ويلز، وروما، وإيستبورن، وبطولة ختام الموسم لرابطة محترفات التنس. كما بلغتا نهائي بطولة فرنسا المفتوحة، حيث خسرَتا أمام الشقيقتين سيرينا وفينوس ويليامز.
كما شاركت كورنيكوفا إلى جانب إيلينا ليخوفتسيفا في بطولة ستانفورد، وبلغتا المباراة النهائية هناك. وفي 22 نوفمبر 1999، وصلت كورنيكوفا إلى التصنيف الأول عالميًا في الزوجي، وأنهت الموسم وهي تحتفظ بهذا التصنيف. وقد حصلت مع مارتينا هينغيس على جائزة رابطة محترفات التنس لأفضل فريق زوجي في العام.
افتتحت آنا كورنيكوفا موسمها لعام 2000 بفوزها بلقب الزوجي في بطولة جولد كوست إلى جانب الفرنسية جولي هالار. وفي منافسات الفردي، بلغت نصف النهائي في بطولة سيدني الدولية (ميدي بانك إنترناشيونال)، حيث خسرت أمام ليندسي دافنبورت. وفي بطولة أستراليا المفتوحة، وصلت إلى الدور الرابع في الفردي ونصف النهائي في الزوجي.
وخلال ذلك الموسم، بلغت كورنيكوفا ثمانية أدوار نصف نهائي في بطولات: سيدني، سكوتسديل، ستانفورد، سان دييغو، لوكسمبورغ، لايبزيغ، وبطولة ختام الموسم، إضافة إلى سبعة أدوار ربع نهائي في جولد كوست، طوكيو، أميليا آيلاند، هامبورغ، إيستبورن، زيورخ، وفيلادلفيا، كما تأهلت إلى نهائي واحد. وفي 20 نوفمبر 2000، دخلت قائمة العشر الأوائل في تصنيف الفردي لأول مرة، وبلغت المركز الثامن عالميًا. كما أنهت الموسم في المركز الرابع عالميًا في تصنيف الزوجي. وكما في المواسم السابقة، حققت كورنيكوفا نجاحًا أكبر في منافسات الزوجي؛ حيث بلغت نهائي بطولة الولايات المتحدة المفتوحة في الزوجي المختلط إلى جانب ماكس ميرنيي، لكنهما خسرا أمام جاريد بالمر وآرانتشا سانشيز فيكاريو. كما أحرزت ستة ألقاب في الزوجي، هي: جولد كوست (مع جولي هالار)، هامبورغ (مع ناتاشا زفريفا)، وفيلدرشتات، وزيورخ، وفيلادلفيا، وبطولة ختام الموسم (جميعها مع مارتينا هينغيس).

### 2004–الآن: المعارض وبطولة العالم للتنس
لم تشارك آنا كورنيكوفا في بطولات اتحاد التنس النسائي منذ عام 2003، لكنها لا تزال تخوض مباريات استعراضية لأغراض خيرية. في أواخر عام 2004، شاركت في ثلاث فعاليات خيرية نظمها إلتون جون ولاعبا التنس سيرينا ويليامز وآندي روديك. وفي يناير 2005، لعبت في مباراة خيرية للزوجي لجمع التبرعات لصالح ضحايا تسونامي المحيط الهندي، حيث شاركت مع جون ماكنرو، آندي روديك، وكريس إيفرت. كما تعاونت في نوفمبر 2005 مع مارتينا هينغيس لمواجهة ليزا ريموند وسامانثا ستوسر في نهائيات دوري التنس العالمي لصالح الأعمال الخيرية. كانت أيضًا عضو في فريق سانت لويس آيسز ضمن دوري فريق التنس العالمي [الإنجليزية]، حيث لعبت فقط مباريات الزوجي.
في سبتمبر 2008، شاركت كورنيكوفا في سباق نوتيكا ماليبو ترايثلون، الذي أُقيم على شاطئ زوما في ماليبو، كاليفورنيا، بهدف جمع التبرعات لصالح مستشفى للأطفال في لوس أنجلوس. فازت كورنيكوفا بالسباق ضمن فريق السيدات K-Swiss. وفي 27 سبتمبر 2008، خاضت مباريات استعراضية للزوجي المختلط في شارلوت، كارولينا الشمالية، مع تيم ويلكسون وكاريل نوفاتشيك. حيث تغلبت كورنيكوفا وويلكسون على جيمي أرياس تشاندا روبين، ثم فازت كورنيكوفا ونوفاتشيك على روبين وويلكسون.

## أسلوب اللعب

آنا كورنيكوفا في بطولة سيدني عام 2002

تلعب آنا كورنيكوفا باليد اليمنى وتعتمد على ضربة خلفية باليدين. تميزت بمهاراتها القوية عند الشبكة، حيث كانت قادرة على تنفيذ الضربات الأرضية القوية إلى جانب الضربات الساقطة الدقيقة.
كان أسلوب لعبها يتناسب بشكل مثالي مع منافسات الزوجي، مستفيدًا من طولها وقدرتها على التحرك بسرعة في الملعب. غالبًا ما تمت مقارنتها بمتخصصي الزوجي مثل بام شرايفر وبيتر فليمنغ، نظرًا لأدائها المتميز في هذا النوع من المنافسات.

## الحياة الشخصية
دخلت آنا كورنيكوفا في علاقة مع لاعب هوكي الجليد الروسي بافل بوري، الذي كان يلعب في الدوري الوطني للهوكي. التقى الاثنان عام 1999، في وقت كانت لا تزال مرتبطة بزميله السابق سيرجي فيدوروف. في عام 2000، انتشرت شائعات عن خطوبة بوري وكورنيكوفا بعد أن التقطت لهما صورة في مطعم بفلوريدا، حيث زُعم أن بوري تقدم لخطبتها. ومع تصدّر القصة عناوين الصحف في روسيا، حيث كان كلاهما من المشاهير البارزين، نفى الطرفان وجود أي خطوبة. في ذلك الوقت، كانت كورنيكوفا تبلغ من العمر 18 عامًا، أي أصغر بعشر سنوات من بوري.
أما سيرجي فيدوروف، فقد صرّح أنه تزوج من كورنيكوفا عام 2001 قبل أن ينفصلا في 2003. ومع ذلك، نفى ممثلو كورنيكوفا وجود أي زواج، بينما أكد وكيل فيدوروف، بات بريسون، أنه كان على علم بأن "فيدوروف كان متزوجًا"، رغم عدم معرفته بالتفاصيل.
في أواخر عام 2001، بدأت كورنيكوفا بمواعدة المغني الإسباني إنريكي إغليسياس بعد ظهورها في فيديو كليب أغنيته Escape. استمرت علاقتهما لسنوات وأنجبا ثلاثة أطفال: توأم غير متماثل، نيكولاس ولوسي، وُلدا في 16 ديسمبر 2017، وابنتهما الثالثة ماري، التي وُلدت في 30 يناير 2020.
وفي عام 2010، أفادت تقارير أن كورنيكوفا حصلت على الجنسية الأمريكية.

## الدعاية الاعلامية
في عام 2000، أصبحت آنا كورنيكوفا الوجه الإعلاني لحمالات الصدر الرياضية "شوك أبسوربر" من شركة بيرلي، وظهرت في حملة تسويقية تحمل شعار "فقط الكرة يجب أن ترتد". كما اختارها الأخوان فاريلي [الإنجليزية] للظهور في دور صغير في فيلم أنا، نفسي وآيرين (2000)، الذي قام ببطولته جيم كاري ورينيه زيلويجر.

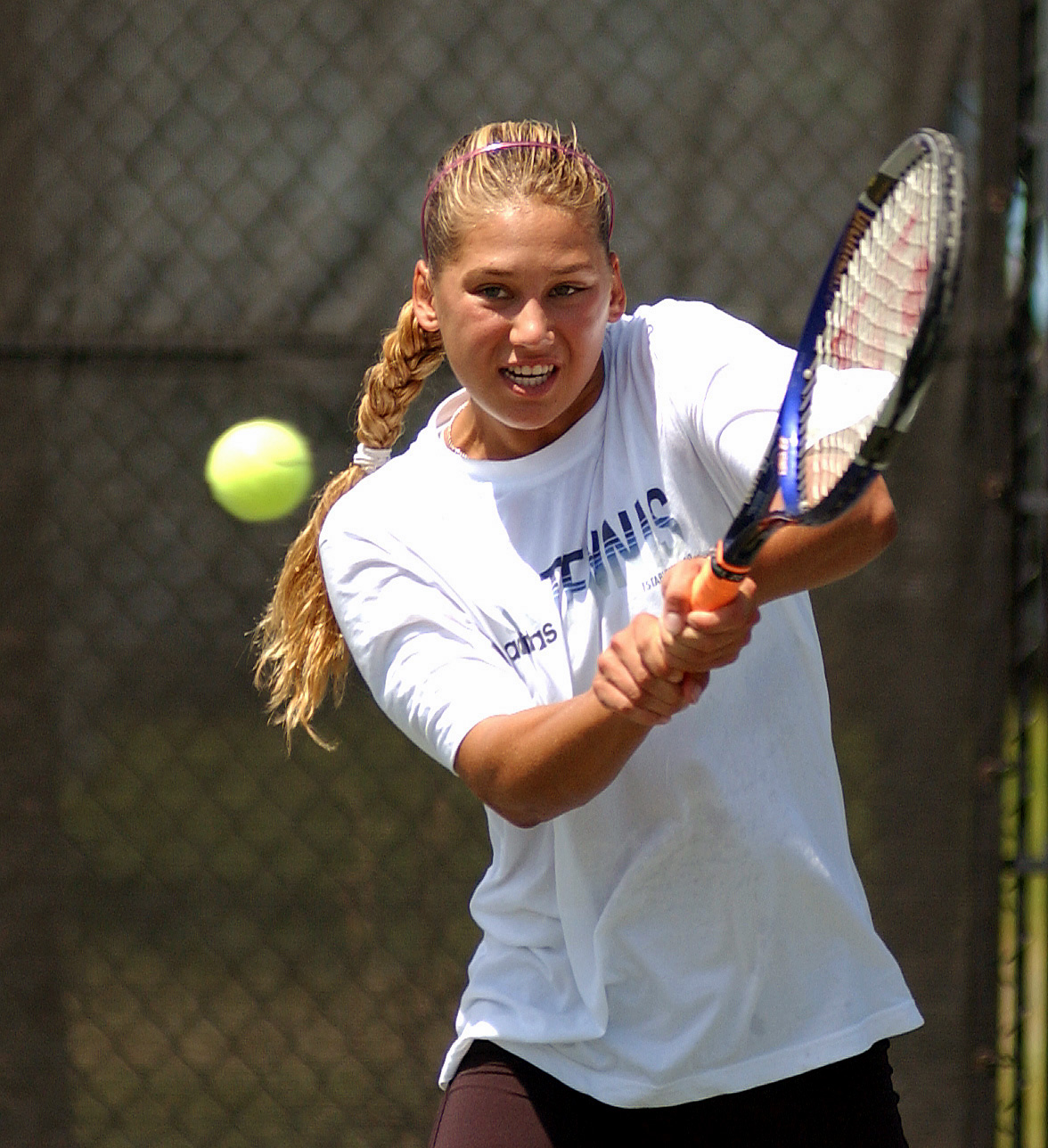

ظهرت صور كورنيكوفا على أغلفة العديد من المجلات، بما في ذلك إصدارات خاصة بملابس السباحة لمجلة سبورتس إلستريتد عام 2004، إلى جانب مجلات الرجال مثل إف إتش إم وماكسيم. وصنفت كواحدة من "أجمل 50 شخصًا في العالم" من قبل مجلة بيبول عام 1998، كما اختارها زوار موقع ESPN.com كـ"أكثر رياضية جاذبية". وفي عام 2002، احتلت المرتبة الأولى في قائمة إف إتش إم لأكثر 100 امرأة إثارة في العالم في نسختيها الأمريكية والبريطانية.
لكن على الرغم من شهرتها الواسعة، انتقدت بعض الجهات الإعلامية حجم الضجة التي أُثيرت حولها مقارنة بإنجازاتها الرياضية في منافسات الفردي. فقد صنفتها إي إس بي إن في المركز الـ18 ضمن قائمة "أكبر 25 إخفاقًا رياضيًا خلال الـ25 عامًا الماضية". كما احتلت المرتبة الأولى في برنامج ESPN Classic "من هو الرقم 1؟"، في حلقة تناولت أكثر الرياضيين المبالغ في تقديرهم.
ظلت كورنيكوفا أكثر رياضية يتم البحث عنها على الإنترنت حتى عام 2008، على الرغم من اعتزالها التنس الاحترافي لعدة سنوات. وفي عام 2009، تراجعت إلى المرتبة السادسة في تصنيف البحث، لكنها عادت إلى المركز الثالث عام 2010.
في أكتوبر 2010، شاركت في برنامج ذا بيغست لوزر (The Biggest Loser) على قناة إن بي سي، حيث قادت المتسابقين في تحدي تدريبات التنس. وفي مايو 2011، أُعلن عن انضمامها رسميًا كمدربة دائمة في الموسم الثاني عشر من البرنامج، لكنها لم تعد للموسم الثالث عشر.

## روابط خارجية
- آنا كورنيكوفا على موقع IMDb (الإنجليزية)
- آنا كورنيكوفا على موقع إن إن دي بي (الإنجليزية)
- آنا كورنيكوفا على موقع قاعدة بيانات الفيلم (الإنجليزية)
- آنا كورنيكوفا على موقع رابطة محترفات التنس (الإنجليزية)
- آنا كورنيكوفا على موقع الاتحاد الدولي لكرة المضرب (الإنجليزية)
- آنا كورنيكوفا على موقع كأس بيلي جين كينغ (الإنجليزية)
- آنا كورنيكوفا على موقع بطولة ويمبلدون (الإنجليزية)
- آنا كورنيكوفا على موقع خلاصة التنس.كوم (الإنجليزية)
- آنا كورنيكوفا على موقع اللجنة الأولمبية الدولية (الإنجليزية)
- آنا كورنيكوفا على موقع أوليمبيديا (الإنجليزية)